# Dakota (Software)
dakota (Datenaustausch und Kommunikationen auf der Basis Technischer Anlagen) ist ein Programm der Informationstechnischen Servicestelle der gesetzlichen Krankenversicherung (ITSG) zum gesicherten Übertragen von Sozialversicherungsmeldungen an die Annahmestellen der Krankenkassen per Datenfernübertragung (DFÜ), welches seit 2006 von den Unternehmen angewandt werden kann. Wenn Arbeitgeber Dakota nicht verwenden wollen, können sie auf andere auf dem Markt befindliche Produkte zurückgreifen, die den Richtlinien für den Datenaustausch entsprechen.
Es gibt zwei Versionen des Programms, dakota.ag für Arbeitgeber und dakota.le für Leistungserbringer. Beide Programme sind nur über Wiederverkäufer zu erhalten. Sie werden normalerweise zusammen mit entsprechender Software wie zum Beispiel ERP- oder Lohnbuchhaltungs-Programmen verkauft.